# Músculo transverso superficial do períneo
O músculo transverso superficial do períneo é um músculo do períneo.